# Lisa Lisa and Cult Jam
I Lisa Lisa and Cult Jam sono stati un gruppo musicale statunitense, formatosi a New York nel 1984 e composto da Lisa Lisa, Alex "Spanador" Moseley e Mike Hughes.

## Storia
Il primo album in studio dei Lisa Lisa and Cult Jam, intitolato Lisa Lisa and Cult Jam with Full Force, è stato pubblicato nel 1985 ed ha raggiunto la 52ª posizione della Billboard 200, venendo certificato disco di platino dalla RIAA, e la 96ª della Official Albums Chart. È stato promosso dai singoli I Wonder If I Take You Home, Can You Feel the Beat e All Cried Out: il secondo è stato in seguito riutilizzato come campionamento in singoli di successo come Move Ya Body delle Nina Sky e Feel the Beat dei Black Eyed Peas, mentre il terzo è entrato nella top ten della Billboard Hot 100. I due singoli sono entrambi certificati disco d'oro in madrepatria per aver venduto mezzo milione di unità ciascuno.
Il secondo disco Spanish Fly, uscito nel 1987, è stato il più fortunato del gruppo, piazzandosi alla numero 7 negli Stati Uniti e alla 18 in Canada e ricevendo nei rispettivi paesi un disco di platino e d'oro. Ha avuto due brani numero uno nella Hot 100, Head to Toe e Lost in Emotion, i quali hanno ricevuto attenzioni anche a livello mondiale, arrivando rispettivamente in vetta e alla 7 nella hit parade canadese. Head to Toe si è inoltre imposto anche nelle classifiche stilate da Billboard dedicate ai generi dance e R&B.
Il gruppo ha registrato altri due album prima di sciogliersi nel 1991, che tuttavia non sono riusciti a replicare il successo dei tempi di Spanish Fly, pur contenendo la hit Let the Beat Hit 'Em.

## Discografia

### Album in studio
- 1985 – Lisa Lisa & Cult Jam with Full Force
- 1987 – Spanish Fly
- 1989 – Straight to the Sky
- 1991 – Straight Outta Hell's Kitchen

### Raccolte
- 1995 – Head to Toe
- 1995 – Lisa Lisa and Friends
- 1996 – Past, Present & Future
- 1997 – Super Hits
- 2010 – Playlist: The Very Best of Lisa Lisa & Cult Jam with Full Force

### Singoli
- 1985 – I Wonder If I Take You Home
- 1985 – Can You Feel the Beat?
- 1986 – All Cried Out
- 1987 – Head to Toe
- 1987 – Lost in Emotion
- 1987 – Someone to Love Me for Me
- 1988 – Everything Will B-Fine
- 1988 – Go For Yours
- 1989 – Little Jackie Wants to Be a Star
- 1989 – Just Git It Together
- 1989 – Kiss Yours Tears Away
- 1991 – Let the Beat Hit 'Em
- 1991 – Where Were You When I Needed You
- 1991 – Let the Beat Hit 'Em Part 2